# XO (음악 그룹)
엑스오(XO)는 YG 엔터테인먼트에서 활동한 R&B 보컬 그룹이다.

## 활동
2004년에 처음 냈던 데뷔 앨범이자 정규 1집 앨범인 《eXtra Ordinary》를 발표한 뒤 큰 성과를 거두지 못했다. 전승우는 1995년 프로젝트 록 음악 밴드 컬트의 멤버로 데뷔한 뒤 1996년에 솔로 데뷔하고 2004년 엑스오가 해체한 뒤 다시 솔로로 돌아가 작곡가로 활동하고 있다.강성민은 엑스오가 해체한 뒤 원오원 엔터테인먼트의 음악 그룹 포레스트라는 음악 그룹으로 활동하고 있다.